# Ariel Ifjúsági és Gyermekszínház
A marosvásárhelyi Ariel Ifjúsági és Gyermekszínház 2012-ben költözött az egykori zsidó kultúrház frissen restaurált-felújított épületébe, a Nyomda utca 4. alá. Jelenleg egy nagy- és egy stúdióteremmel (Ariel Stúdió), illetve konferenciateremmel rendelkezik; a színház első emeleti előcsarnokában található az Ariel Art Caffé. 
A Maros Megyei Tanács alárendeltségébe tartozó intézményben párhuzamosan működik a román és a magyar társulat.

## Története
Az 1949-ben alapított bábszínház kiemelkedő személyiségei Antal Pál rendező és Haller József tervező; 1995-ben mindketten a Magyar Köztársasági Érdemrend kiskeresztjét vehették át. Antal Pál munkássága az alapítás éveitől kezdve, csaknem fél évszázadon át meghatározta a bábszínház művészi arculatát, miközben nem csak az iránymutatást, hanem a színészek módszeres gyakorlati és elméleti képzését is feladatának tartotta.
A román társulat 1963 óta működik.
A színház neve 1990-től ARIEL Ifjúsági és Gyermekszínház; 1999-től, a gyermek-, illetve bábelőadások mellett kísérleti színházi produkcióknak is helyet ad, a felnőtteknek ajánlott underground program keretén belül. Emellett az Ariel babaszínházat (0–4 éveseknek), játszóházakat, workshopokat, fiataloknak, hátrányos helyzetűeknek szánt színházi programokat szervez.

## A magyar társulat bábszínészei

### 2003
- Balogh Annamária
- Bartha Gyöngyvér
- Cseke Péter
- Gönczy Katalin
- Lőrinczi Rozália
- Molnár József
- Nagy László
- Puskás Győző
- Szélyes Andrea
- Szilágyi Ottó Lóránd
- Szőlősi-Pénzes Szilárd
- Zsellér Enikő

### 2016
- Balogh Annamária
- Bonczidai Dezső
- Cseke Péter
- Gáll Ágnes
- Gönczy Katalin
- Halmágyi Éva
- Molnár József
- Puskás Győző
- Szabó Dániel
- Szőlősi-Pénzes Szilárd